# V for Vendetta
För låten "V för Vendetta" av Veronica Maggio, se Och vinnaren är….
V for Vendetta är en serieroman skapad av den brittiske serieförfattaren Alan Moore, som till största del är illustrerad av den brittiske serietecknaren David Lloyd. Serien publicerades först av Quality Communications i deras serietidning Warrior (1982–1985) och senare av DC Comics (1988–1989). Den har sedan dess tryckts om upprepade gånger i formatet av samlingsalbum. En filmatisering av V for Vendetta, i regi av James McTeigue, släpptes under 2005.
I V for Vendetta spås en dystopisk framtid för Storbritannien under 1990-talet. Serien skildrar en sorts postapokalyptisk värld där stora delar av världen har förstörts genom kärnvapenkrig, men där den mesta av ödeläggelsen i Storbritannien har skett via översvämningar och missväxt. I denna framtid har det fascistiska och totalitära partiet Nordmannaelden tagit kontrollen över Storbritannien och de styr det som en polisstat, där de har utrotat sina motståndare i koncentrationsläger. V är en anarkistisk revolutionär som har lyckats fly koncentrationslägren. Iklädd en Guy Fawkes-mask, utarbetar han en våldsam och teatralisk plan för att få bort den sittande regeringen och få folket i Storbritannien att bli självstyrande igen.
V for Vendetta har främst fått positiv kritik och vunnit bland annat en Prometheus Award samt en Urhunden. Guy Fawkes-masken som V bär ökade i popularitet under 2000-talet och den har blivit en välkänd protestsymbol, som kommit att jämföras med Alberto Kordas kända fotografi av Che Guevara.

## Bakgrund och skapelseprocess
| Alan Moore (vänster), författaren av V for Vendetta och David Lloyd (höger), tecknaren av V for Vendetta. |  | Alan Moore (vänster), författaren av V for Vendetta och David Lloyd (höger), tecknaren av V for Vendetta. |
| Alan Moore (vänster), författaren av V for Vendetta och David Lloyd (höger), tecknaren av V for Vendetta. |  | |

Alan Moore påbörjade arbetet med V for Vendetta under sommaren 1981, när han var på en skrivarsemester på Isle of Wight, och han skrev klart serien först senvintern 1988. Tillsammans med Marvelman var detta Moores första försök till en följetongserie. Under tiden som Moore skrev V for Vendetta hämtade han inspiration från Hulk Comic samt en av sina tidigare idéer, vilket var en seriestripp under namnet The Doll som Moore hade skickat in till förlaget DC Thomson 1975. I Moores essä "Behind the Painted Smile" avslöjade han att DC Thomson refuserade idén om en "transsexuell terrorist".
Några år senare bad Warriors redaktör Derek "Dez" Skinn Moore att skapa en mörk och mystisk seriestripp tillsammans med serietecknaren David Lloyd. Skinn frågade Lloyd om han kunde skapa något i stil med Marvel UK:s seriefigur Night Raven, som handlar om en maskerad och gåtfull vigilant i USA under 1930-talet. Lloyd bad Moore att samarbeta med honom och de valde att placera handlingen i Storbritannien i en nära framtid. Seriefiguren i sig utvecklades från att vara en "realistisk" gangsterversion av Night Raven, till att vara en rebellisk polisman (alternativt en polisinfiltratör) som gjorde uppror mot den totalitära stat han en gång tjänade till att slutligen bli en anarkistisk antihjälte.
Moore och Lloyd föreställde sig serien som en mörk äventyrsstripp som var influerade av brittiska seriefigurer från 1960-talet samt Night Raven, vilken Lloyd hade arbetat med tidigare tillsammans med serieförfattaren Steve Parkhouse. Lloyd skapade en seriestripp på en sida kallad Falconbridge, som publicerades 1981 i Pssst! och som senare låg till grund för V for Vendetta. Skinn kom på namnet "Vendetta" under en lunch tillsammans med sin kollega Graham Marsh, men han tyckte själv att namnet inte var en så bra idé eftersom det lät för italienskt. Namnet V for Vendetta uppstod kort därefter och det mottogs bättre bland annat då betoningen låg på "V" istället för "Vendetta". Lloyd utvecklade idén att klä ut huvudpersonen V som Guy Fawkes.

### Inspiration för handlingen
Under förberedelserna för handlingen skapade Moore en lista över inspirationskällor han ville införliva i berättelsen; en lista han senare publicerade i "Behind the Painted Smile" och som bestod av: "Orwell, Huxley, Thomas Disch, Judge Dredd, Harlan Ellisons 'Ångra dig, Harlekin!' sade Ticktackmannen, Catman och The Prowler in the City at the Edge of the World av samma författare, Vincent Prices Dr Phibes – den fasansfulle och Thalias hämnare, David Bowie, The Shadow, Night Raven, Batman, Fahrenheit 451, science fictionberättelser från New Worlds, Max Ernsts tavla 'Europe After the Rain', Thomas Pynchon, känslan från brittiska andra världskrigsfilmer, The Prisoner, Robin Hood, Dick Turpin..."
Det politiska klimatet i Storbritannien i början av 1980-talet influerade också skapandet av serien. Moore trodde att Margaret Thatchers konservativa parti med största sannolikhet skulle förlora parlamentsvalet i Storbritannien 1983 och att Labour-partiet, under ledning av Michael Foot och med fokus på kärnvapennedrustning, skulle få Storbritannien att undkomma relativt helskinnade från ett begränsat kärnvapenkrig. Dock kände Moore att fascisterna snabbt skulle undergräva samhället i ett postnukleärt Storbritannien. I slutändan vann Thatcher och det konservativa partiet parlamentsvalet med stor majoritet. När V for Vendetta trycktes om av DC Comics 1990 skrev Moore att "naivitet kan utläsas i min tro att något så melodramatiskt som en nära förestående kärnvapenkonflikt skulle få Storbritannien att bli fascistiskt [...] Faktum är att mycket av den historiska bakgrunden till berättelsen kommer från ett förutspått nederlag för det konservativa partiet i parlamentsvalet 1983, vilket ger dig en vink om hur tillförlitliga vi [skaparna av V for Vendetta] var i vår roll som Kassandra."

## Berättelse
V for Vendetta utspelar sig mellan november 1997 och november 1998, vilket var 16–17 år in i framtiden när de första kapitlen skrevs. Berättelsen tilldrar sig i London i ett Storbritannien styrt av ett fascistiskt parti som har skapat sig en polisstat. Regimen förföljer inte bara etniska minoriteter utan försöker även utrota avvikande åsikter genom censur av konst, musik och litteratur. Mot detta system står en ensam frihetskämpe under pseudonymen V. V har tidigare suttit fängslad i koncentrationslägret Larkhill, där han i ett av regimens projekt utsattes för medicinska experiment vars bieffekter gjorde honom såväl fysiskt som psykiskt överlägsen sina fiender. V lyckades fly från Larkhill och började planera en vendetta, dels mot de som varit anställda vid Larkhill men i huvudsak mot den regim han håller ytterst ansvarig.

### Handling
Den 5 november 1997 räddar V, som är på väg att spränga Westminsterpalatset i luften, den unga flickan Evey Hammond från att våldtas och mördas av några Fingrar ur säkerhetspolisen. V tar därefter med sig Hammond till sitt hem, vilket han kallar för Skuggornas galleri. Hammond berättar där om sitt liv och om hur hennes far blev satt i ett koncentrationsläger eftersom han hade tillhört en vänsterpolitisk studentgrupp. En längre bakgrundshistoria berättas även om hur kärnvapenkriget i slutet av 1980-talet och den följande globala socioekonomiska krisen fick det fascistiska partiet Nordmannaelden att ta kontroll över Storbritannien och om hur detta parti placerade "oönskade" människogrupper (det vill säga homosexuella, människor med utländsk härkomst och vänsterpolitiska aktivister) i koncentrationsläger, där de avlivades. Vid denna tidpunkt introduceras även Eric Finch, chefen över den vanliga polisstyrkan kallad Näsan, som arbetar för regimen mest därför att han är plikttrogen snarare än att han har samma politiska värderingar som de. Introduceras görs även Dominic Stone, Finchs kollega, samt Adam Susan, partiledaren för Nordmannaelden, som är en tillbakadragen man besatt av datorprogrammet Ödet.
V kidnappar Lewis Prothero, den tidigare chefen för koncentrationslägret Larkhill och numera känd som Ödets Röst, och driver honom till vansinne. Efter det mördar V Anthony Lilliman, en pedofilistisk biskop, och Delia Surridge, en opolitisk doktor. Samtidigt som detta sker har Finch dragit slutsatsen att de mördade alla hade något gemensamt: deras tidigare arbetsplats var Larkhill, där V hade suttit inspärrad. Finch hittar doktor Surridges dagbok i hennes lägenhet och i den beskrivs alla hennes möten med V på Larkhill. Det framkommer i dagboken att V har utsatts för ofrivilliga hormoninjektioner av vad som kallas serum 5. V, som blev känd av de anställda på Larkhill under namnet "mannen i rum 5", lockar fram deras intresse och han tillåts sköta om en egen trädgård utomhus. V skapar då kemikalier som han använder för att bryta sig ut ur koncentrationslägret och han blir den enda fången som överlever koncentrationslägret. 
Fyra månader efter att doktor Surridge mördats bryter sig V in i Jordan Tower vilket är huvudkvarteret för det som kallas Munnen, den plats Nordmannaelden sänder sin propaganda från. Här sänder V ut ett tal till folket i Storbritannien som han uppmanar att ta kontroll över sina egna liv. Finch träffar Peter Creedy, chefen över säkerhetspolisen kallad Fingrarna, som provocerar Finch till den grad att han ger honom ett knytnävsslag i ansiktet. På grund av detta tvingas Finch att ta semester från sitt arbete. Creedy börjar nu att organisera en egen privat milis som han hoppas kunna använda för att störta Susan från sin partiledarposition.
Hammond utvecklar ett starkt känslomässigt band till V, men hon börjar ifrågasätta hans metoder. Efter att hon en dag konfronterat V i Skuggornas galleri finner hon sig vara övergiven på en gata i staden. Hon söker tröst hos en kriminell man vid namn Gordon och de har en romantisk relation tillsammans. Gordon blir dock mördad av gangstern Alistair Harper och när Hammond försöker mörda Harper kidnappas hon och anklagas för att ha försökt mörda Creedy (som Harper hade ett möte med vid Hammonds mordförsök). Hammond förhörs och torteras under flera veckor och en dag finner hon ett brev i sin fängelsecell. Detta brev är skrivet av en tidigare fånge vid namn Valerie, som var en skådespelerska som fängslades på grund av att hon var homosexuell. Brevet ger Hammond hopp och styrka och när hon en dag under ett förhör får valet att antingen samarbeta eller bli avrättad väljer hon att bli avrättad. Hammond släpps fri och får reda på att hela hennes upplevelse i fängelset var arrangerat av V, som ville att hon skulle gå igenom en liknande upplevelse som han själv gjort i Larkhill. V avslöjar att Valerie var fången som satt i cellen bredvid honom på Larkhill och att hennes brev var en inspiration för honom under hans vistelse där. Hammond blir till en början upprörd över det faktum att V har torterat henne, men hon accepterar till slut sin nyfunna identitet.  
Exakt ett år efter att V sprängde Westminsterpalatset i luften spränger han Post Office Tower och Jordan Tower, vilket lamslår Nordmannaelden. Invånarna i London bestämmer sig för att göra uppror mot regimen, men Creedys milis slår våldsamt tillbaka. Nordmannaelden får reda på att V har haft tillgång till Ödet under hela tiden han varit verksam och Susan får reda på detta blir han galen. Under tiden har Finch besökt den övergivna platsen där Larkhills koncentrationsläger tidigare låg och han kommer där till insikt över vad han måste göra. Finch tar sig tillbaka till London och med hjälp av sin slutledningsförmåga förstår han att V befinner sig i den övergivna Victoriastationen. V konfronterar Finch där och låter Finch skjuta honom. Dödligt skadad tar sig V tillbaka till Skuggornas galleri, där han dör i Hammonds armar. Hammond överväger att ta av masken från V, men bestämmer sig istället för att ikläda sig hans roll.
Creedy tvingar Susan att göra ett offentligt framträdande för att han själv ska kunna ta över hans plats som partiledare. Susan blir lönnmördad och när Creedy försöker ta över makten blir han själv mördad av Harper. Harper blir senare ihjälslagen och den enda högt uppsatte partimedlemmen som överlever är Finch, som lämnar partiet eftersom han är missnöjd med dess politik. Hammond gör ett offentligt framträdande iklädd V:s dräkt där hon spränger 10 Downing Street, residensen för Storbritanniens premiärminister, i luften. Stone, Finchs kollega, slås medvetslös under upproret som följde explosionen och när han vaknar upp igen befinner han sig i Skuggornas galleri. Här presenterar sig Hammond för honom som V i syfte att träna upp honom som sin efterföljare. Serien slutar med att Finch går på en mörk och övergiven motorväg.

## Seriefigurer
När Moore och Lloyd skapade ansiktena på flera av seriefigurerna hämtade de inspiration från skådespelare som de tyckte passade för rollerna och de såg det som att de arbetade med en rollbesättning inför en film. De övriga seriefigurerna skapade Lloyd ur sin egen fantasi baserat på Moores beskrivningar av dem.

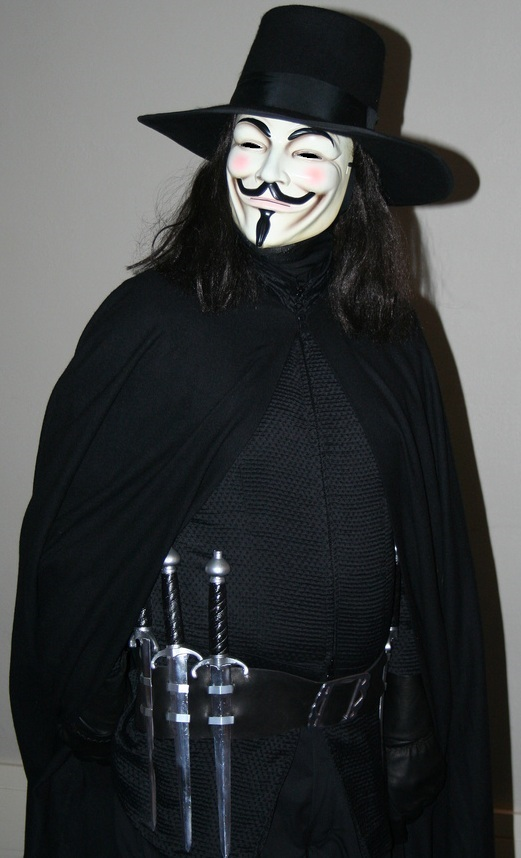
Cosplay av V.

- V: Huvudpersonen i serieromanen, som varken namnges eller demaskeras.[18] Han är en maskerad anarkist vars mål är att mörda högt uppsatta politiker i det fascistiska och totalitära partiet Nordmannaelden, som styr Storbritannien, och på så sätt underminera deras trovärdighet hos det brittiska folket. V är extremt intelligent och har djupgående kunskaper inom ämnen såsom litteratur, filosofi, datorhackning och hantering av explosiva ämnen. Få saker är kända om V:s bakgrund mer än att han var den enda som överlevde människoexperimenten med ofrivilliga hormoninjektioner på koncentrationslägret Larkhill. I och med dessa hormoninjektioner fick han nästintill omänsklig styrka och uthållighet, fantastiska reflexer och även en hög smärttröskel.[19] Han går nästan alltid klädd i sin Guy Fawkes-mask[19] och de få gånger han tar av sig den visas inte hans ansikte. Utöver masken är V klädd i en peruk med axellångt mörkbrunt hår, en svart slängkappa, svarta handskar, en svart tunika, en svart hatt, svarta byxor och svarta stövlar. De vapen han använder sig av är främst dolkar,[20] sprängmedel och tårgas. Namnet på V sägs komma från det rum han satt fängslad i på Larkhill, vilket var rum nummer fem skrivet med den romerska siffran V[21]. Moore skapade delar av V:s personlighet genom att på måfå öppna en bok av William Shakespeares samlade verk, hitta ett passande citat och arbeta in detta i V:s första möte med ordningsmakten. Moores enda beskrivning av vem V egentligen är var i ett uttalande där han sade att "[d]en enda ledtråd jag kan ge är att han inte är Eveys far, Whistlers mor eller Charleys tant. Bortsett från det är jag rädd att ni får ni klara er själva."[2][en 3] Moore sade i en intervju med Engine Comics att om han visste vem V var skulle han avslöja det. Han förklarade att han såg V som en idé bärandes en mask och att denne var mer en symbol än en verklig gestalt.[22] Moore har även sagt att han ser V som en "romantisk anarkist"[23] och inte som en hjälte.[24] V har av Craig Klein jämförts med Fawkes på grund av sin upproriska personlighet: "Ta bort allt relaterat till [Guy] Fawkes och hans medkumpaner och det du får är uppror i sin renaste form: uppror mot regeringen, mot religionen, mot ideologin."[21][en 4]

- Evey "Eve" Hammond: Hammond, född i september 1981 och tidigare bosatt på Shooters Hill i södra London[25], är en sextonårig föräldralös flicka.[26] Som ung led hon av astma.[27] Hammond säger sig ha ett jobb i en ammunitionsfabrik,[26] men i början av serien gör hon ett försök att prostituera sig[19][28] eftersom hon behöver pengar. Under detta prostitutionsförsök blir hon nästan våldtagen och mördad, men hon räddas av V som tar med sig henne till sitt hem kallat Skuggornas galleri.[29] Väl där berättar hon sin bakgrundshistoria: om hur hennes mor dog av en sjukdom 1991 och om hur hennes far, som tidigare varit med i ett socialistiskt parti, blev hämtad av några medlemmar i Nordmannaelden på hennes födelsedag 1993 för att aldrig mer synas igen och om hur hon själv tvingades arbeta med att packa tändstickor i fyra år.[30] Hammond hjälper V att mörda den perverse biskopen Anthony Lilliman,[31] men blir upprörd eftersom hon inte var medveten om V:s planer att mörda honom. V lämnar Hammond ensam på gatan när hon börjar ställa frågor om vem han egentligen är och hon tvingas då söka tröst hos en kriminell man vid namn Gordon.[32] Gordon mördas strax efteråt och Hammond blir tillfångatagen och fängslad efter att hon själv försökt mörda en person.[33] Hon torteras och förhörs under flera veckors tid,[34] men blir till slut frisläppt. Hammond får reda på att hela fängelsevistelsen var iscensatt av V,[21] som förklarade att han gjorde henne detta för att han älskade henne och ville befria henne.[24] Hammond bestämmer sig för att hjälpa V och när han slutligen dör ikläder hon sig hans mask och tar över hans roll.[18][19] Hammonds roll står dock i kontrast till V:s; medan han var en mördare och en förstörare ses Hammond mer som en lärare och en som återuppbygger.[21][28]

- Eric Finch: En högt uppsatt medlem av Nordmannaelden. Han är även poliskommissarien för New Scotland Yard och ledare för den vanliga polisstyrkan som kallas Näsan.[35] Finch har tidigare haft en romantisk relation med Delia Surridge och han har möjligtvis även haft en son, Paul, tillsammans med en kvinna vid namn Cynthia.[36] Finch är pragmatisk till sättet och säger sig vara med i partiet enbart eftersom han hellre vill se en strukturerad värld än en i kaos. Trots detta ses han som hedervärd och pålitlig och partiledaren Adam Susan håller honom högt. Finch är arbetsnarkoman och den som leder utredningen mot V, vilket han gör med stor hängivenhet.[19] Mot slutet av V for Vendetta är det Finch som dödar V.[28] Han väljer att lämna partiet[18] och hela serieromanen avslutas med att Finch går på en mörk och övergiven motorväg på väg bort från London.[37]

- Adam James Susan: Partiledaren för Nordmannaelden, som han styr från avdelningen Huvudet[38], och en tidigare polismästare. Susan lever ett tillbakadraget liv[18] tillsammans med sitt livs stora kärlek, ett datorprogram vid namn Ödet, vilket han föredrar framför mänsklig kontakt.[39] Susan är hängiven solipsismen och ser sig själv och Ödet som de enda "riktiga" varelserna som existerar, även om han innerst inne verkar bry sig om det folk han leder. Han har starka fascistiska och rasistiska värderingar, men det framkommer att dessa värderingar enbart växt fram som svar på hans ensamhet. Susan beskriver sig själv med orden: "Jag är ledaren. Ledare för vilsna, härskare över ruiner. Jag är en man som andra. Jag leder landet jag älskar bort från nittonhundratalets ödemarker. Jag tror på överlevnad, på den nordiska rasens öde. Jag tror på fascismen. [...] Jag tror på styrka. Jag tror på enighet. [...] Jag är inte älskad, det vet jag, vare sig till kropp eller till själ. [...] Men jag är respekterad, jag är fruktad och det räcker."[40] Den 9 november 1998 mördas han av Rosemary Almond, änkan till en av Susans tidigare partikolleger.[41]

## Konststil och bildkomposition
Lloyds teckningar för V for Vendetta var från början svartvita när de publicerades i Warrior. När serien senare publicerades av DC var teckningarna i färg, något som Lloyd sagt att han hade avsett för V for Vendetta men att serien till en början fick publiceras i svartvitt då färgtryckningar hade kostat för mycket.
Lloyd undvek från att ha konturer i sina illustrationer utan han använde sig istället av skuggning i en typ av klärobskyrstil. Detta gjorde illustrationerna monokroma, vilket vissa kritiker har ansett komplettera den mörka stilen i serien på ett väldigt bra sätt och att en fullständig färgläggning av serien skulle ha resulterat i att den mörka stilen hade försvunnit. Vid färgläggningen tog Lloyd hjälp av koloristerna Siobhan Dodds och Steve Whitaker, som hjälpte till att ge serien sin blekta och urtvättade färguppsättning. En annan medhjälpare till Lloyd var Tony Weare som hjälpte till att illustrera kapitlen "Vincent", "Valerie" och "The Vacation".
Lloyd föreslog ett förbud mot att använda ljudeffekter och tankebubblor i serien. Moore höll med om ljudeffekterna, men att överge tankebubblorna beskrev Moore som att "[blotta] tanken gjorde mig skräckslagen. [...] [U]tan tankebubblor, hur skulle jag kunna förmedla alla de nyanser i figurernas personligheter som behövdes för att göra serien tillfredsställande på en litterär nivå?" Dagen efter accepterade dock Moore Lloyds förslag och han valde att slänga de flesta textplattorna ur serien och främst förlita sig på bilder och dialog.

### Struktur
Serieromanen är uppdelad i tre delar: i den första, "Europe After the Reign", introduceras rollfigurer och miljöer. Här fullföljer V sin vendetta mot dem som tidigare arbetat vid koncentrationslägret Larkhill samtidigt som Finch nystar upp delar av bakgrundshistorien och kommer V på spåren. Del två, "This Vicious Cabaret", fokuserar huvudsakligen på bifigurerna där tonvikten ligger på Hammond. Hammond underordnar sig V:s frihetskamp och ställer sig vid hans sida. Den tredje och sista delen, "The Land of Do-As-You-Please", inleds med en ouvertyr där V spränger säkerhetspolisens byggnader och förstör regimens möjligheter att övervaka medborgarna. Folket gör uppror och regimen faller samman, där Hammond är den som slutligen river regimens sista fäste.

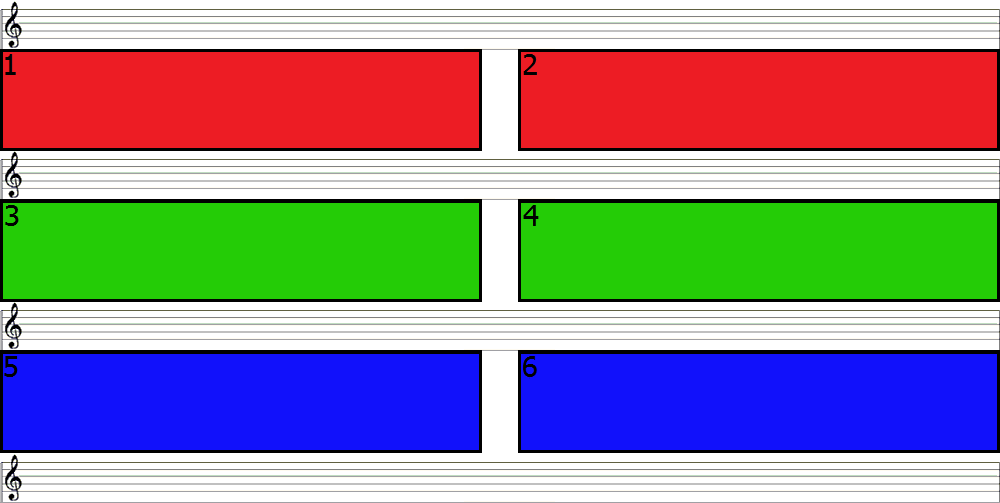
Sidupplägget i prologen till delen "This Vicious Cabaret".

V for Vendetta är strukturellt sett en roman, men den har även jämförts med en musikal på grund av sin struktur. Det främsta exemplet på detta märks i början av den andra delen, "This Vicious Cabaret", som har en sorts prolog som är annorlunda utformad än de övriga kapitlen. Prologen, i detta fall kallat preludium, visar V spelandes på ett piano under tiden som han sjunger låten "This Vicious Cabaret". Samtidigt som V sjunger visas det scener från bland annat Susans och Hammonds liv och efter att låten tagit slut påbörjas kapitlet "The Vanishing". Brittany Todd noterade att detta preludium visar på V:s inflytande över människorna i romanen och hur han använder dem för att forma samhället.
Tim Callahan noterade det ironiska i att trots att V for Vendetta handlar om anarkism är det ett av Moores mest strukturerade verk. Detta var något som Russ Allbery också lade märke till och han sade att "Lloyd använder sig av en väldigt traditionell bildrutestruktur med få storleksvariationer; detta gör att berättelsen får ett flyt och det underlättar för läsaren, men det erbjuder samtidigt ingen dramatisk känsla. [...] [L]ite varierande bildrutestruktur, några vertikala bildrutor, några bildrutor utan definierade gränser eller till och med en och annan helsideteckning skulle på ett bättre sätt ha fångat seriens dramatik och närvaro."

### Symbolik och bildspråk
| V-tecknet som förekommer i serieromanen (vänster) har stor likhet med det omringade A-tecknet (höger), vilken är en symbol för anarkism. |  | V-tecknet som förekommer i serieromanen (vänster) har stor likhet med det omringade A-tecknet (höger), vilken är en symbol för anarkism. |
| V-tecknet som förekommer i serieromanen (vänster) har stor likhet med det omringade A-tecknet (höger), vilken är en symbol för anarkism. |  | |

En av de tydligaste symbolerna som används i V for Vendetta är V-tecknet. V-tecknet har en viss likhet med det "z" som Zorro använder sig av som initial, men ännu större likhet har det med omringade A-tecknet som är en symbol för anarkism. Moore hämtade även inspiration från Max Ernsts tavla "Europe After the Rain", vilket märks tydligt i kapitelnamnet "Europe After the Reign". Ernst hade även skapat ett konstverk som bestod av en ung flicka, utklädd till en nattvardsgäst, som stod utanför en toalett och läste upp oanständiga dikter. Detta konstverk skapade Ernst för att genera och provocera åskådarna och Ernsts dramatiska och provocerande sätt löper som en röd tråd genom V for Vendetta. En annan sorts symbolik märks med de dominobrickor som V ställer upp under serieromanens gång. Dessa påminner om beskrivningen av rollfiguren Harlekins första terroristbrott i Harlan Ellisons novell "Ångra dig, Harlekin!" sade Ticktackmannen som lyder: "Han hade slagit till den första dominobrickan i raden och en efter den andra föll de med ljudet 'klick, klick, klick'." Flera likheter finns även mellan V och Harlekin: de använder båda fyrverkeri och vistas uppe på taken på byggnader för att få fram sina meddelande till allmänheten, de har båda helt skilda uppfattningar gentemot allmänheten om hur verkligheten ser ut och även om de klassas som terrorister och dödas lyckas de båda sprida sina idéer för att underminera de krafter som förstörde dem, vilket i sig klassas som en referens till Henry David Thoreaus essä Civil olydnad.
I Skuggornas galleri, vilket är V:s hem i serieromanen, återfinns flera litterära, musikaliska och filmiska verk. Moore använde sig av ironi när han valde att placera Karl Marxs bok Kapitalet bredvid Adolf Hitlers bok Mein Kampf, då dessa ideologier (kommunism och nazism) är rakt motstående varandra. Charles Dickens roman Hårda tider finns i en bokhylla i Skuggornas galleri och boken i sig är en attack mot den industriella revolutionen, vilket motstridigt visas genom en kreativ och rolig cirkus som kommer till staden där handlingen utspelar sig. Likheter har dagits till V:s teatraliska tillvägagångssätt och hur han lyser upp det enformiga och tråkiga. Ett flertal filmer omnämns också i V for Vendetta, däribland Paris mysterier från 1932 (snarlik sättet V döljer sina attacker mot Nordmannaelden), Glödhett från 1949 (snarlik sättet V nästlar sig in i Nordmannaelden för att få bort partiledaren), Klondike Annie från 1936 (snarlik sättet V försöker återuppliva landet) och Fyra fräcka fripassagerare från 1931 (snarlik sättet V snålåker sig genom systemet och på vilket han får tag på flera av sina motståndare).
V använder sig av Pjotr Tjajkovskijs ouvertyr 1812 när han spränger byggnaderna i luften och valet att använda detta orkesterstycke gjordes förmodligen på grund av dess revolutionära musikuppbyggnad. En referens till William Blakes hymn Jerusalem finns också i serieromanen och en hänvisning dras till hur V försöker skapa sitt eget Jerusalem (vilket enligt hymnen är en "fri värld"). V tror på att "ur kaos föds ordning" och han tar på sig rollen som den som skapar kaoset medan Hammond är den som skapar ordningen. Detta tankesätt härstammar ur en referens till William Butler Yeats dikt "Återkomsten" som återfinns i V for Vendetta.

## Teman
Moore har sagt att han aldrig såg den politiska skalan som att vara höger mot vänster utan att dessa enbart var två politiska synsätt i ett industriellt samhälle. Moore ansåg istället att de två politiska ideologierna som stod emot varandra var anarkism och fascism, vilket betonas starkt i V for Vendetta. Moore förklarade att han valde att använda sig av dessa två extrema ideologier när han skapade serien för att på så sätt skapa ett moraliskt drama, men att han samtidigt inte ville se allting i svart eller vitt. Han gav därför rollfigurerna anledningar till att göra det de gjorde, där han valde att kritisera båda ideologierna på olika sätt. Moore förklarade det med att säga: "Jag ville inte säga åt folk vad de skulle tänka utan jag ville bara få folk att tänka och fundera över några av dessa extrema, små element som icke desto mindre faktiskt har återkommit ganska regelbundet under historiens gång."
Bart Beaty och Stephen Weiner noterade även att makt var ett tema som hade direkt koppling till anarkismen och fascismen. De ansåg att makten visade sig i två olika former i serieromanen: ett på samhällsplan (makten Nordmannaelden utövar mot invånarna i landet) och ett på det personliga planet (makten V utövar mot Hammond för att visa henne att hon är förtryckt och för att få henne att nå sin sanna potential). Beaty och Weiner argumenterade även för att kärlek och hat är centrala teman i V for Vendetta. Kärlek visade sig i form av platonsk kärlek (mellan V och Hammond), kärleken mellan ett barn och dess föräldrar (främst gestaltat av Hammond och hennes föräldrar), åtrå (mellan Hammond och Gordon) och homosexuell kärlek (i form av Valerie). Hatet framställs främst av Nordmannaelden och partiets hat mot minoriteter och oliktänkande.
Ett annat tema i serien är den upprepade användningen av bokstaven "v". Utöver det faktum att serieromanens titel är V for Vendetta och att huvudpersonen går under namnet V används denna bokstav även i varenda kapitelnamn, i Eveys namn (som på engelska uttalas som "E-V") samt att den första och andra delen av serien grundar sig i våld; en vendetta. V-tecknet, kallat "V for Victory" på engelska, är även en inspiration för serien vilket främst märks i titeln. Thomas Pynchons bok V. förekommer i serien samt att bokstaven gör sig synlig både i fyrverkeri]explosioner och i en ring av dominobrickor. Kopplingar görs även mellan bokstaven "v" och dess innebörd i det romerska talsystemet, nämligen att den har värdet 5. V satt inspärrad i rum 5 på Larkhill, hormoninjektionerna han utsattes för kallades serum 5, Ödessymfonin (Ludwig van Beethovens femte symfoni) nämns i serien, tillsammans med dess koppling till bokstaven "v" i Morsealfabetet, och seriens handling påbörjas den 5 november.

## Publicering och mottagande
V for Vendetta publicerades först av Quality Communications i deras serietidning Warrior mellan mars 1982–februari 1985, men denna tidning lades ned innan alla delar av V for Vendetta hade hunnit publiceras. Serien blev väldigt populär bland Warriors läsare och flera av tidningens omslag pryddes av V for Vendetta. När Warrior gick i graven hade 26 nummer av serietidningen publicerats. Flera företag försökte nu ta över rättigheterna till serien, men lotten föll till slut på DC Comics som publicerade alla delar av serien som en maxiserie mellan september 1988 och maj 1989. Det första nya materialet som publicerades av DC var i nummer 7, som innehöll de delar av V for Vendetta som skulle ha varit med i de opublicerade delarna 27 och 28 av Warrior. Moore skrev färdigt V for Vendetta ungefär samtidigt som han skrev färdigt en av sina andra serieromaner, nämligen Watchmen. Serien har, sedan den publicerades färdigt, tryckts om flera gånger där det första samlingsalbumet släpptes av DC 1990. 2009 släpptes The Absolute V for Vendetta som innehöll alla Lloyds dialogfattiga teckningar, en utökad variant av den tidigare publicerade skissboken samt de ursprungliga baksideteckningarna av Lloyd.
V for Vendetta har främst fått positiv kritik. The Portland Mercury har kallat serien för möjligtvis Moores mest kraftfulla verk och William Jones på GraphicNovelReporter noterade att berättelsen fortfarande var lika aktuell som den var under 1980-talet och han kallade serieromanen för "[e]tt fantastiskt inslag i de omstörtande seriernas värld, gjord av branschens bästa." Paul Levitz, en före detta VD för DC Comics, sade att det fanns en enastående noggrannhet i V for Vendetta och att serieromanen höjde ribban för alla serier. Karen Berger, en tidigare chefredaktör på Vertigo, ansåg att V for Vendetta var i en klass för sig själv. Hilary Goldstein på IGN sade att Moores verk har ett djup i sig och att den visar "en smutsig värld [fylld] med fula, men helt realiserade rollfigurer" medan Timothy Callahan på Comic Book Resources kallade V for Vendetta för en "originell serietidning med en superhjältekärna, rester av en Orwellsk mardröm och själen av en kabaréföreställning." Andy på Grovel jämförde V for Vendetta med George Orwells roman 1984 och Ridley Scotts film Blade Runner och den har benämnts som "[d]en bästa, mest intelligenta och mest relevanta brittiska romanen under de senaste 25 åren."
Serien blev 1989 nominerad till Eisnerpriset i kategorin Best New Series och i februari 1999 hade The Comics Journal en omröstning över "The Top 100 (English-Language) Comics of the Century", där V for Vendetta hamnade på plats 83. Serien blev 2005 även nominerad för en Prometheus Award i kategorin Hall of Fame Award for Best Classic Libertarian SF Novel, men förlorade till Vapenhandlarna från Isher av A.E. van Vogt. Dock blev V for Vendetta åter nominerad i samma kategori 2006 och vann då denna utmärkelse. Samma år mottog serien Seriefrämjandets pris Urhunden i kategorin Föregående års bästa till svenska översatta seriealbum.

### Äganderättstvist
Det var på grund av oenigheten angående äganderätten till berättelsen som Moore och DC slutligen gick skilda vägar. Eftersom varken Moore eller Lloyd uppskattade DC:s anställningsform inkluderade de en sorts "tillbakagångsklausul" i deras V for Vendetta-kontrakt. 1985 sade Moore att om han förstod denna klausul rätt ägde DC berättelsen så länge de publicerade den, men att äganderätten senare skulle återgå till Moore och Lloyd så fort DC upphörde med sin publicering av serien. Moore lämnade DC 1989 på grund av kontraktuella anledningar, främst gällande de kontrakt han hade med DC för V for Vendetta och Watchmen. Han sade att de tillbakagångsklausulerna han hade i kontrakten var meningslösa eftersom DC aldrig hade tanken på att låta publiceringen av serierna upphöra. Moore ska ha sagt till DC att på grund av att de svindlade honom skulle han aldrig mer arbeta för dem. Moore kommenterade äganderätten till serierna med följande ord: "Jag är väldigt, väldigt stolt över de serier jag inte äger. Jag vill dock inte bli förknippad med dem mer eftersom jag inte äger rättigheterna till dem längre [...]." DC försökte senare att bättra på sin relation med Moore, men Moore var inte intresserad och han sade att företaget inte hade behandlat honom rättvist gällande hans serieförlag America's Best Comics (vilket var ett dotterbolag till Wildstorm som DC hade köpt upp under 1998).

## Kulturella bearbetningar

### Film

#### V för Vendetta(2005)

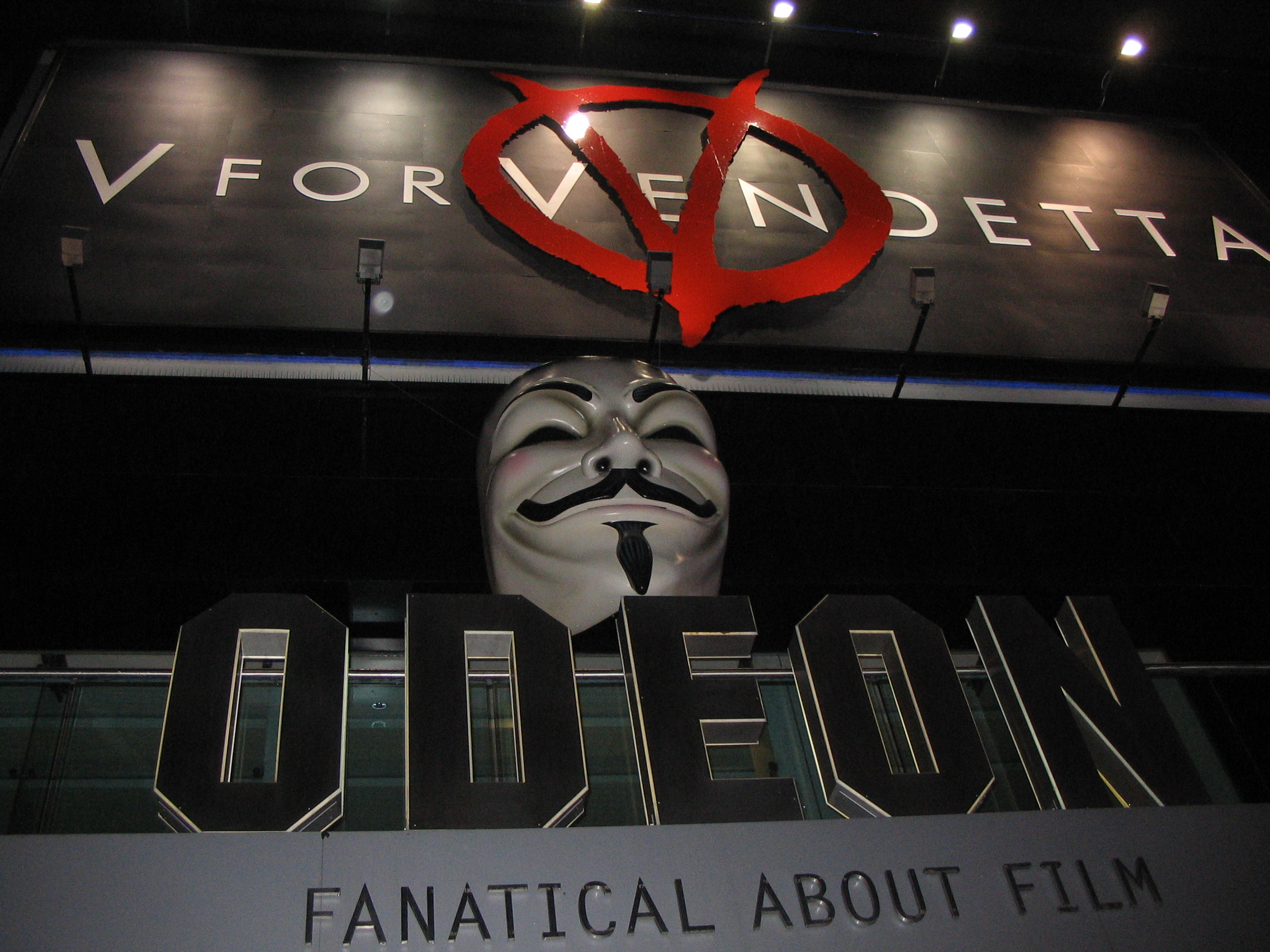
V för Vendetta hade världspremiär den 17 mars 2006.

Det första inspelade materialet med rollfigurer från V for Vendetta producerades tidigt under 2002 och dessa scener kom med i dokumentärfilmen The Mindscape of Alan Moore. Det skulle dröja till i mars 2006 innan en långfilm baserad på serieromanen släpptes på bio, då under namnet V för Vendetta. Filmen var först tänkt att släppas den 4 november 2005 (dagen innan Guy Fawkes Night och 400-årsjubileet av krutkonspirationen), men sköts istället upp till att ha världspremiär den 17 mars 2006. Den officiella anledningen till förseningen var att redigeringen av V för Vendetta tog längre tid än väntat, men det spekulerades att filmen blev uppskjuten på grund av att den innehöll en scen där Londons tunnelbana blev bombad och detta var ett känsligt ämne så pass kort tid efter bombdåden i London 2005. V för Vendetta hade dock smygpremiär den 11 december 2005 under Butt-Numb-A-Thon i Austin, Texas i USA.
V för Vendetta är regisserad av James McTeigue, vilket var hans regidebut, och producerades av Joel Silver, syskonen Wachowski och Grant Hill. Rollen som V spelades främst av Hugo Weaving, även om rollen först spelades av James Purefoy. Purefoy lämnade dock produktionen efter några veckors inspelning eftersom han hade problem med Guy Fawkes-masken och Weaving tog kort därefter över hans plats. Några av scenerna som Purefoy spelade in användes i den slutgiltiga produktionen. Rollen som Evey Hammond gick till Natalie Portman och Eric Finch spelades av Stephen Rea. Rollen som den diktatoriska Adam Sutler (filmens namn på Adam Susan) gick till John Hurt, som upplevdes spela rollen i stor kontrast till hans tidigare roll som Winston Smith i filmen 1984.
Moore har tagit avstånd från filmen även om både Silver och syskonen Wachowski felaktigt sagt att Moore hade gett filmen sin välsignelse. Uttalandena, som gjordes under en presskonferens den 4 mars 2005, grundade sig i ett samtal Silver hade haft med Moore nästan tjugo år tidigare när Moore hade tyckt att en filmatisering lät som en bra idé. Silver antog att Moore skulle känna likadant när han gjorde uttalandet 2005, vilket inte var fallet. Silver har sedan dess personligen bett om ursäkt till Moore, något Moore valde att ignorera. Moore sade åt Time Warner, via dotterbolaget DC Comics, att de genast skulle dra tillbaka uttalandet av Silver, vilket de inte gjorde. Detta ledde till att Moore ännu en gång slutade att arbeta med DC, och även Wildstorm, och han tvingade Warner Bros. (ett annat dotterbolag till Time Warner och produktionsbolaget för V för Vendetta) att ta bort hans namn från filmen. Moore har själv inte sett filmen, men har läst igenom manuskriptet och efter det sade han att "[filmen] har blivit en liknelse för Bush-eran, skapad av människor som är för fega för att låta den typen av politisk satir utspela sig i sitt eget land. [...] Det är en förhindrad, frustrerad och mestadels impotent amerikansk liberal fantasi av någon med amerikanska liberala värden som står upp mot en stat som är kontrollerad av neokonservatister — vilket inte alls är vad serieromanen V for Vendetta handlade om. Den handlade om fascism, om anarki, om England." Lloyd var mer välvilligt inställd till filmen och har sagt att "[d]et är en underbar film. Det mest fenomenala för mig var att se de scener jag hade arbetat med i serieromanen, för att skapa maximal effekt, överfördes med samma vårdnad och effekt till filmen. [...] Om du råkar vara en av dem som gillar serieromanen så mycket att du inte kan tänka dig några förändringar av den kommer du nog inte att gilla filmen — men om du gillar serieromanen och kan tänka dig att se en något förändrad version av den, som är minst lika kraftfull som serieromanen, kommer du nog att bli lika imponerad som jag var."
Flera skillnader existerar mellan serieromanen och filmatiseringen. De främsta av dessa är att den postnukleära bakgrundshistorien har blivit ändrad till att istället handla om internationell terrorism och kemisk krigföring, Adam Susans namn har blivit ändrat till Adam Sutler (ett teleskopord av "Susan" och "Hitler"), Hammond är både äldre och smartare i filmen än hon var i serieromanen, 10 Downing Street förstörs inte i filmen och slutligen ligger tonvikten på TV:n som medium istället för radion. En annan större förändring är hur filmen inte längre handlar om anarkism i England (ordet "anarki" nämns enbart en gång i hela filmen) utan verkar istället rikta sig mot en amerikansk publik, vilket gjorde Moore väldigt upprörd. På frågan hur trogen filmen var serieromanen svarade Lloyd "cirka 80 procent" och han sade även att han inte hade några problem med de ändringar som gjordes i filmen jämfört med serieromanen.

### TV-serier
I oktober 2017 rapporterades det att Channel 4 arbetade med att skapa en TV-serie av V for Vendetta. I en intervju med Lloyd månaden efter sade han att han inte hade blivit kontaktad gällande denna TV-serie och att han inte visste mer om den än vad som tidigare hade rapporterats. I oktober 2020 rapporterades det att arbetet med TV-serien inte hade påbörjats under de tre åren sedan den först utannonserades.
Den tredje säsongen av TV-serien Pennyworth refererade vissa händelser i V for Vendetta.

### Teater

#### Landet där man gör som man vill(2000–2001)
Teatergruppen Stockholms Blodbad hade den 7 december 2000 premiär för en fyra timmar lång pjäs baserad på V for Vendetta kallad Landet där man gör som man vill. Pjäsen var regisserad av Erik Wernquist, producerad av Micke Lindgren och all musik var skriven och producerad av Andreas Alfredsson. Rollen som V spelades av Max Lundqvist och rollen som Evey Hammond spelades av Anna-Maria Dahl. Lundqvist beskrev pjäsen med följande ord: "Landet där man gör som man vill fungerar som en påminnelse till svenskarna om värdet av att vårda och utveckla kulturen." Alla de inblandade arbetade gratis, men själva produktionen i sig kostade cirka 250 000 kronor att sätta upp. Pjäsen spelades fram till den 27 januari 2001.

#### V for Vendetta: The Theatrical Play(2011)
V for Vendetta: The Theatrical Play sattes upp av Plan-A Productions den 29–31 juli 2011 i Rangoonwala Auditorium i Karachi, Pakistan. Pjäsen var regisserad av Mustafa Changazi samt Malika Rangoonwala och provspelningarna hölls den 20–21 juni 2011. Changazi spelade rollen som V och rollen som Evey Hammond spelades av Myra Merchant.

#### V for Vendetta(2013)
Pjäsen V for Vendetta regisserades av Sean Mason och sattes upp den 8–10 samt 27 januari 2013 på puben The Lass O' Gowrie i Manchester, England, som en del av festivalen Midwinter Lassfest 2013. Rollen som V spelades av Daniel Thackeray och rollen som Evey Hammond spelades av Sinead Parker. Pjäsen fick ett positivt mottagande av recensenten John Freeman, som kallade den för "oerhört sevärd" och "hänsynslöst engagerande".

### Radio

#### V for Vendetta: A Staged Radio Play Parody(2017)
Radiopjäsen V for Vendetta: A Staged Radio Play Parody producerades av Raconteur Radio i samarbete med Circle Players och coLAB Arts. Den spelades den 5 november 2017 vid Circle Players i Piscataway, New Jersey i USA. I rollerna återfanns Laurence Mintz, Danielle Illario, Jason Jackson, Michael Jarmus, Jeff Maschi och Alex Dawson. Alla intäkter för radiopjäsen gick oavkortat till förmån för American Civil Liberties Union (ACLU) och Human Rights Campaign (HRC).

## Eftermäle
Moore gjorde ett gästframträdande i Simpsons-avsnittet "Husbands and Knives" från 2007. I detta avsnitt förekommer den fiktiva titeln Watchmen Babies in V for Vacation, vilket är en parodi på två av Moores mest kända verk: Watchmen och V for Vendetta. V for Vendetta är även en av de serieromaner som syns som hastigast i den animerade filmen Batman: The Dark Knight Returns. James R. Keller släppte V for Vendetta as Cultural Pastiche: A Critical Study of the Graphic Novel and Film via förlaget McFarland & Company den 25 februari 2008. I boken jämför Keller serieromanen med filmen och lyfter särskilt fram båda verkens allusioner till litteratur, historia, film, musik, konst, politik och medicin.

### Guy Fawkes-masken

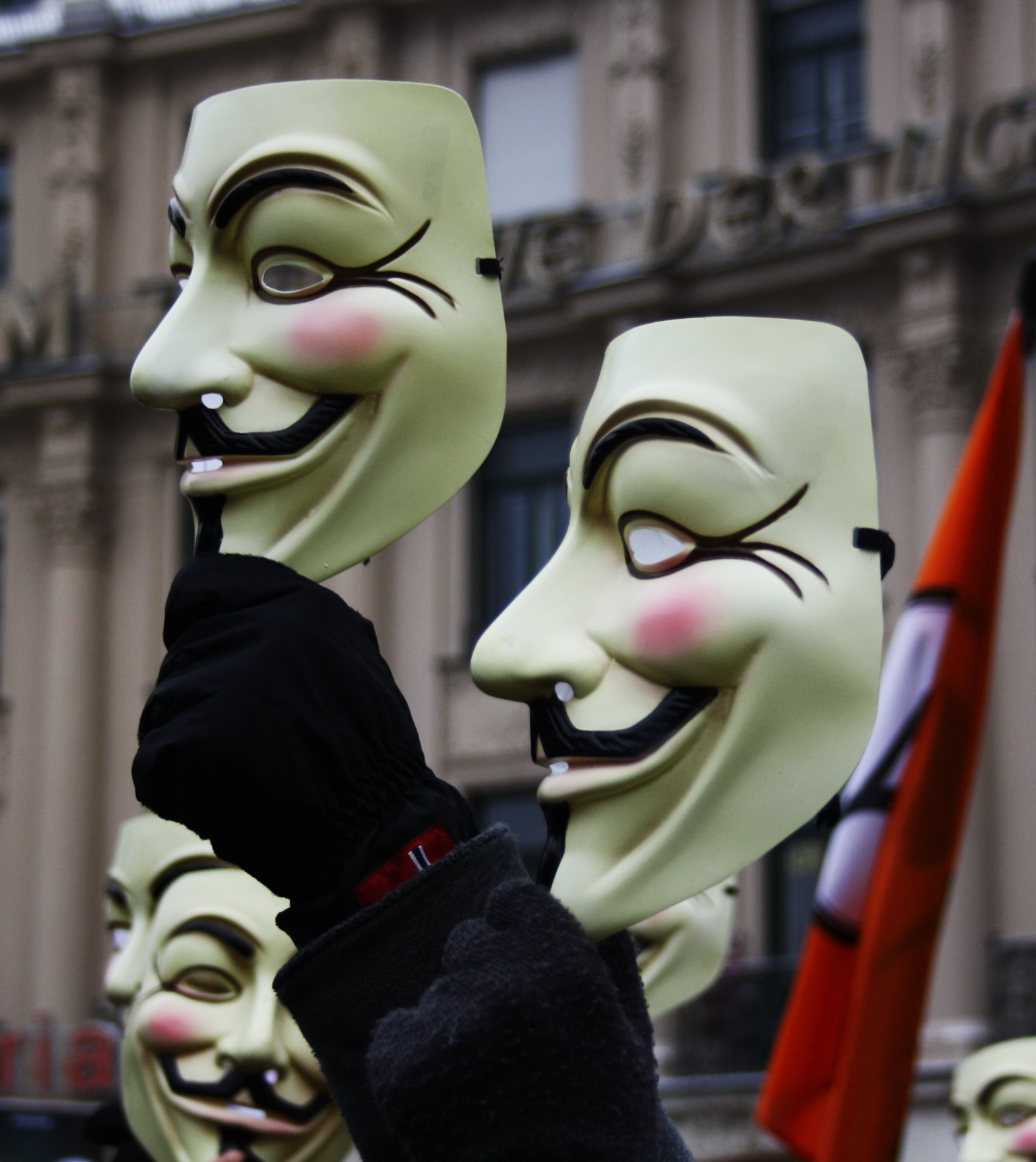
Efter att V för Vendetta-filmen släpptes ökade Guy Fawkes-masken i popularitet bland allmänheten och har blivit en känd protestsymbol.

Efter att V för Vendetta-filmen släpptes på bio i mars 2006 ökade Guy Fawkes-masken i popularitet bland allmänheten. En av de första personerna som populariserade användandet av masken var en Youtube-användare under namnet MadV, som under våren 2006 laddade upp flera videor där han gjorde trollkonster iklädd Guy Fawkes-masken. Maskens riktiga genomslag kom först två år senare när nätaktivistgruppen Anonymous använde sig av masken under Project Chanology, som var en protest mot scientologirörelsens försök att censurera internet, där denna protest väckte stor uppmärksamhet i media. Anonymous har sedan dess influerats på fler sätt av V för Vendetta främst genom deras sätt att tala och kulisserna de använder sig av i sina videor, men även genom deras budskap att förändra världens institutioner genom att sprida kaos och rädsla i välriktade attacker. Guy Fawkes-masken har även använts vid andra protester än de arrangerade av Anonymous bland annat under protesterna mot ACTA, PIPA och SOPA samt under Occupy-rörelsen.
I och med maskens popularitet har försäljningen uppgått till åtminstone 100 000 exemplar om året där WarnerMedia, som äger rättigheterna till masken, får ett arvode för varje officiell Guy Fawkes-mask som säljs. Guy Fawkes-masken var den bäst säljande masken på Amazon under början av 2010-talet. Masken har blivit en välkänd protestsymbol och har jämförts med Alberto Kordas kända fotografi av Che Guevara.
Både Moore och Lloyd har uttryckt förvåning och glädje över hur Guy Fawkes-masken har använts i protestsyfte. Moore har sagt att han kände sig upprymd, nöjd och varm inombords när han tittade på nyheterna och såg protesterna utanför scientologirörelsens huvudkvarter och att demonstranterna hade på sig dessa Guy Fawkes-masker. Moore har även sagt att redan när han skapade V i början av 1980-talet hade han en hemlig önskan om att hans idé skulle få en inverkan på människors liv och att det kändes egendomligt när han såg att denna önskan började bli sann. Lloyd har sagt att han är glad över att folk använder masken i syfte att protestera mot tyranni och förtryck. Lloyd sade även att filmen V för Vendetta låg bakom mycket av maskens popularitet och att serieromanen i sig inte kunde ha haft samma genomslagskraft, vilket gjorde honom något sorgsen eftersom han tyckte att serieromanen förtjänade mer erkännande och respekt än vad den fick.